# Molnár Margit (riporter)
Molnár Margit (Solt, 1932. november 16. – 2008. június 1.) a Magyar Televízió egykori szerkesztő-riportere, az első hazai főzőműsorok vezetője.

## Életútja
Eleinte a Magyar Rádió munkatársa volt, majd 1959 januárjában a Magyar Televízióhoz került át. Itt a Politikai Adások szerkesztőségének belpolitikai rovatában kezdte pályáját. Balogh Máriával közösen közölték a belföldi híreket. Több éven keresztül kizárólag ő mutatta fel a képernyőn a család, az otthon és a nők gondjait, A nő három szerepben és a Nők fóruma című sorozatokat is ő készítette. Kezdettől fogva munkatársa volt A Hét című magazinnak, valamint vezette a Belépés csak tv-nézőknek című élő riportműsort. Riportfilmet forgatott a lányanyák megalázó helyzetéről, valamint az 1980-as évek első főzőműsorait, a Nemzetközi szakácskönyv és a Főzőcske, de okosan című produkciókat is vezette. 1988 januárjában vonult nyugdíjba.
76 évesen hunyt el hosszan tartó betegséget követően, 2008. június 20-án 13 órakor helyezték örök nyugalomra a dunaújvárosi temetőben.

## Műsorai
- Nemzetközi TV szakácskönyv (magyar ismeretterjesztő filmsorozat, 1984)
- Magyar tájak, magyar ízek (magyar ismeretterjesztő filmsorozat, 1984)
- Főzőcske - TV fazék (magyar filmsorozat, 34 perc, 1983)
- Főzőcske, de okosan (magyar ismeretterjesztő műsor, 38 perc, 1979)

## Filmjei
- Bözsi és a többiek (1971)
- A Mi Ügyünk, avagy az utolsó hazai maffia hiteles története (1983)